# Kurszyjewskaja
Kurszyjewskaja (ros. Куршиевская) – wieś w Rosji, w rejonie wożegodskim obwodu wołogodzkiego. W 2010 r. liczyła 64 mieszkańców.